# Арнсберг (административный округ)
Арнсберг (нем. Arnsberg) — один из пяти административных округов (нем. Regierungsbezirk) земли Северный Рейн-Вестфалии в Германии. Образован 30 апреля 1815 года.

## География
Административный округ Арнсберг расположен на юго-востоке земли Северный Рейн-Вестфалия. В своей северо-западной части с пятью крупными городами Бохумом, Дортмундом, Хагеном, Хаммом и Херне он охватывает значительную часть густонаселенной Рурской области. Напротив, восточные и южные районы имеют более низкую плотность населения и более мелкие поселения.
С точки зрения ландшафта к административному округу относятся как горные районы Южной Вестфалии, так и южные районы Вестфальской низменности, включая среднюю часть долины реки Липпе и Хелльвегбёрден.
Административный округ граничит на севере с административными округами Мюнстер и Детмольд, на востоке с землёй Гессен, на юге с землей Рейнланд-Пфальц и на западе с административными округами Кёльн и Дюссельдорф.

## История

### Образование
История административного округа восходит к прусскому «Постановлению об улучшенном учреждении провинциальных властей» от 30 апреля 1815 года. В рамках прусских реформ администрация Пруссии была реорганизована после Венского конгресса и первоначально разделена на десять провинций, каждая с двумя или более административными округами, которые должны были быть разделены на несколько районов.
Одной из вновь образованных провинций стала провинция Вестфалия. Разделение провинции Вестфалия и образование административных округов Мюнстер, Минден и Арнсберг были объявлены указом от 25 июля 1816 года. Администрация Хамма, — резиденция Меркишской военно-доменной палаты в донаполеоновский период и столицы графства Марк с 1226 года, — была ликвидирована, а новый орган власти был перенесён в Арнсберг в связи с избранием обер-президентом Людвига фон Винке. Это было сделано с целью более интенсивного экономического развития региона. Чтобы оправдать тот факт, что не Хамм, а Зауэрланд (бывшее герцогство Вестфалия) нуждается в помощи в целях развития, Финке сказал: «Вы, марканцы, помогите себе, здесь, в герцогстве, мы сначала должны возродить жизнь». Другой причиной выбора Арнсберга было желание правительства теснее связать католическое население бывшего герцогства Вестфалии с протестантским прусским государством. Хамм же стал резиденцией Королевского Вестфальского высшего земельного суда, сегодняшнего Высшего земельного суда Хамма.
Как и другие окружные власти провинции Вестфалия, новое правительство в Арнсберге официально начало свою деятельность 1 августа 1816 года.

### Дальнейшее развитие
Одной из главных задач председателей округов Арнсберга в XIX и начале XX веков была государственная поддержка процесса индустриализации, особенно в восточной части Рурской области. В этом контексте реорганизация районов и создание городских округов в столичных районах стали необходимыми во времена Германской империи, а затем снова в конце 1920-х годов в связи с законами 1926, 1928 и 1929 годов. Муниципальные реформы 1960-х и 1970-х годов также привели к объединению различных более мелких единиц в более крупные районы.

## Административное деление
Районы:
- Эннепе-Рур
- Хохзауэрланд
- Меркиш
- Ольпе
- Зиген-Виттгенштайн
- Зост
- Унна

Города, приравненные к районам:
- Бохум
- Дортмунд
- Хаген
- Хамм
- Херне

## Достопримечательности
- Замок Хердринген
- Замок Бодельшвинг